# 고든 브라운 정권
고든 브라운 정권 (Premiership of Gordon Brown)은 2007년 6월 27일 토니 블레어 총리의 사퇴에 따라 정부를 수립하라는 엘리자베스 2세 여왕의 명을 고든 브라운 대표가 수락하면서 공식적으로 시작되었다. 블레어 총리는 재임기간 동안 제1대장경과 공무장관, 노동당 대표을 겸하였다. 총선 없이 총리에 오른 고든 브라운은 2010년 총선에서 데이비드 캐머런이 이끄는 보수당에게 패배하고 연립정부 구성에도 실패하면서, 2010년 5월 11일 총리직에서 물러나게 되었다.
브라운 정권은 전임 총리였던 토니 블레어의 대통령적 리더십과는 차별화를 추구하려 했다. 블레어 정부에서 추진하거나 도입한 일부 정책을 폐기한 것이 대표적인 행보다. 전임 정권에서 논란이 되었던 이라크전이나 미국과의 유대 관계 강화는 지속하겠다고 약속하였으나, 미국 주도의 분쟁에 영국이 개입해야 하는지에 대해선 재검토하도록 하였다. 또한 "모든 인재의 정부"를 표방하며 산업계와 전문 업계의 대표 인사들을 정부 요직에 선임하는 정책을 추구했다. 이와 함께 재키 스미스를 영국 최초의 여성 내무장관에 임명하였으며, 브라운 총리가 맡고 있던 재무장관직은 앨리스터 달링이 물려받게 되었다.
2008년 금융위기 당시 브라운 정부는 영국 은행의 부도 방지를 위한 통화와 재정정책을 실시하였으며, 그 결과 영국의 국가채무는 급격히 증가하였다. 브라운 정권 시기 영국 정부는 재정위기를 겪던 노던 락과 로열 뱅크 오브 스코틀랜드의 최대주주가 되었으며, HBOS와 로이드 은행 병합 당시 170억 파운드를 지원하는 등, 여타 은행에도 막대한 금융지원금이 조달되었다. 이밖에 교육, 고용, 의료 부문에 초점을 맞춘 사회정책도 꾸려 나갔다. 브라운 정권 시기 노동당은 배우 조애나 럼리의 주도로 펼쳐진 구르카의 영국 이민권 부여 운동에 화답하였으며, 스코틀랜드 지방정부가 1988년 로커비 추락사고의 유일한 용의자로 수감되었던 압델바셋 알메그라히를 석방하는 과정에서 미숙한 처리를 보여 사회적 비판을 불러일으켰다.
정권 출범 초 넉달 간 브라운 정권은 국정지지도에서 연이은 선두를 달렸다. 총리에 취임한 지 몇 주 되지 않아 발생했던 여러 가지 심각한 사건들, 예컨대 2007년 6월 말 런던과 글래스고 동시다발테러 시도에 적절히 대응하면서 대중적 인기를 얻었기 때문이었다. 하지만 2007년 말부터 2008년 9월까지 두 가지 요인으로 인해 지지도가 급격히 추락하였다. 하나는 2007년 10월 총선 실시를 철회한 것, 다른 하나는 2008년 초 10% 감세 문제로, 이는 곧 브라운 총리의 입지가 견고하지 못하다는 부정적 관측으로 이어졌기 때문이다. 브라운 총리를 향한 우려는 머지않아 취임 15개월차도 채 되지 않던 2008년 9월, 8명의 노동당 의원이 당대표 선거 실시를 요구하는 사태로 이어지게 되었다. 소속당에서 터져나온 당대표 선거 요구는 10월부터 본격화된 세계금융위기로 인한 강력한 대처로 수그러들었지만, 이듬해 2009년 5월 의정예산 부정지출 의혹과 2009년 지방선거 및 유럽의회 선거에서의 노동당 패배가 겹치면서, 브라운 총리의 지지도는 역대 최저를 기록하는 동시에 총리직 유지도 점차 어려워지게 되었다. 특히 브라운 내각에서부터 내홍이 불거지면서 2009년 6월 지방선거 출마를 위해 핵심인사들이 대거 사퇴하는 소동이 벌어지기도 했다.
리더십 약화에도 당내 지지를 확보한 브라운 총리는 2010년 1월 본인의 내각 인사였던 조프 훈과 패트리샤 허윗이 당대표에 도전할 뜻을 밝히면서 두번째 위기에 직면한다. 하지만 이 역시 추진력을 잃었고 브라운 총리는 그해 총선까지 당대표와 총리직을 유지할 수 있게 되었다. 총선 결과는 헝 의회로 노동당마저 과반 의석달성에 실패하였고, 보수당이 제1당으로 올라선 것으로 드러났다. 보수당과 자유민주당 간에 연립정부 구성 협상이 진행되는 가운데, 노동당 역시 자민당과의 교섭에 나섰고 고든 브라운은 2010년 5월 10일 총리직 사퇴를 표명하며 자민당과의 협상타결에 힘을 보탰다. 하지만 다음날 5월 11일 노동당과 자민당과의 협상이 결렬되면서 브라운 총리는 총리직과 당대표에서 전격 사퇴하였다.

## 같이 보기
- 고든 브라운
- 신노동당
- 토니 블레어 정권
- 데이비드 캐머런 정권